# Палац Фрідріхсфельде
52°30′16″ пн. ш. 13°31′24″ сх. д. / 52.504444444444° пн. ш. 13.523333333333° сх. д.
Палац Фрідріхсфельде (нім. Schloss Friedrichsfelde) — будівля неокласичного стилю, розташована в однойменному районі берлінського округу Ліхтенберг. Один з прикладів архітектури раннього класицизму у Німеччині. Палац Фрідріхсфельде, палацовий парк і родове кладовище їх колишніх власників фон Тресків є охоронюваними історичними пам'ятками Берліна.

## Історія

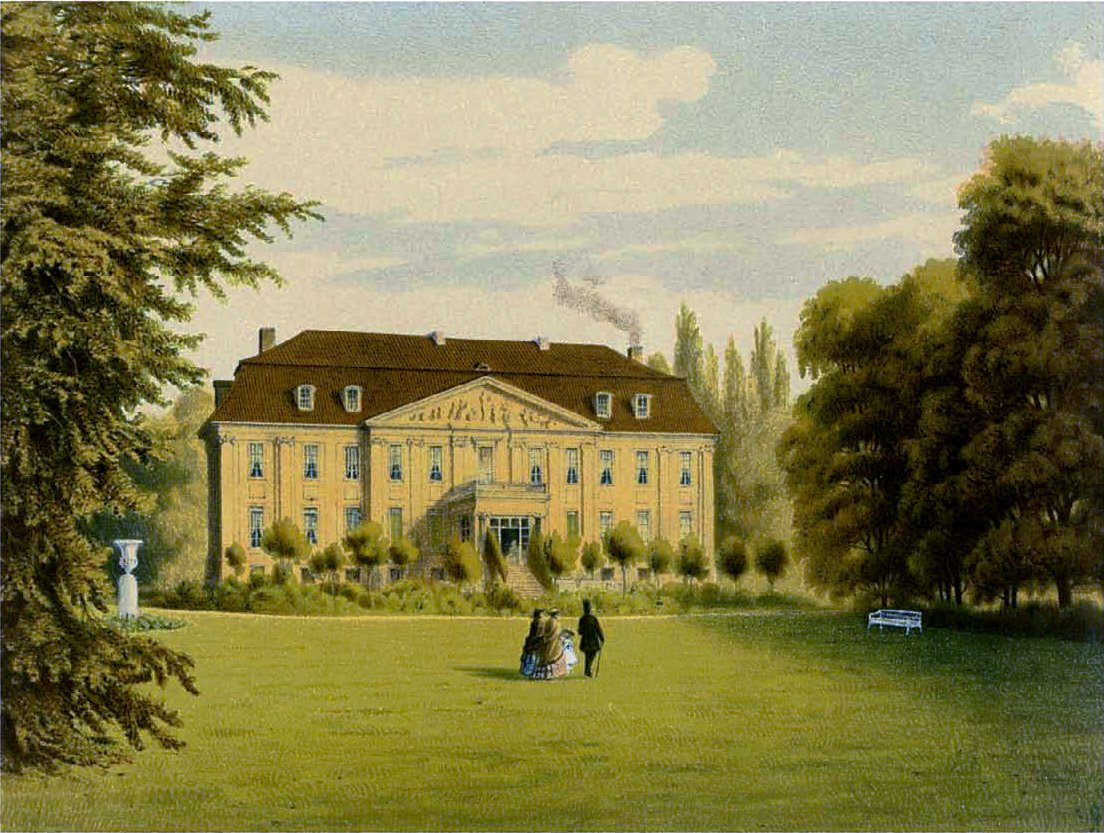
Палац Фрідріхсфельде
(друга половина XIX століття)

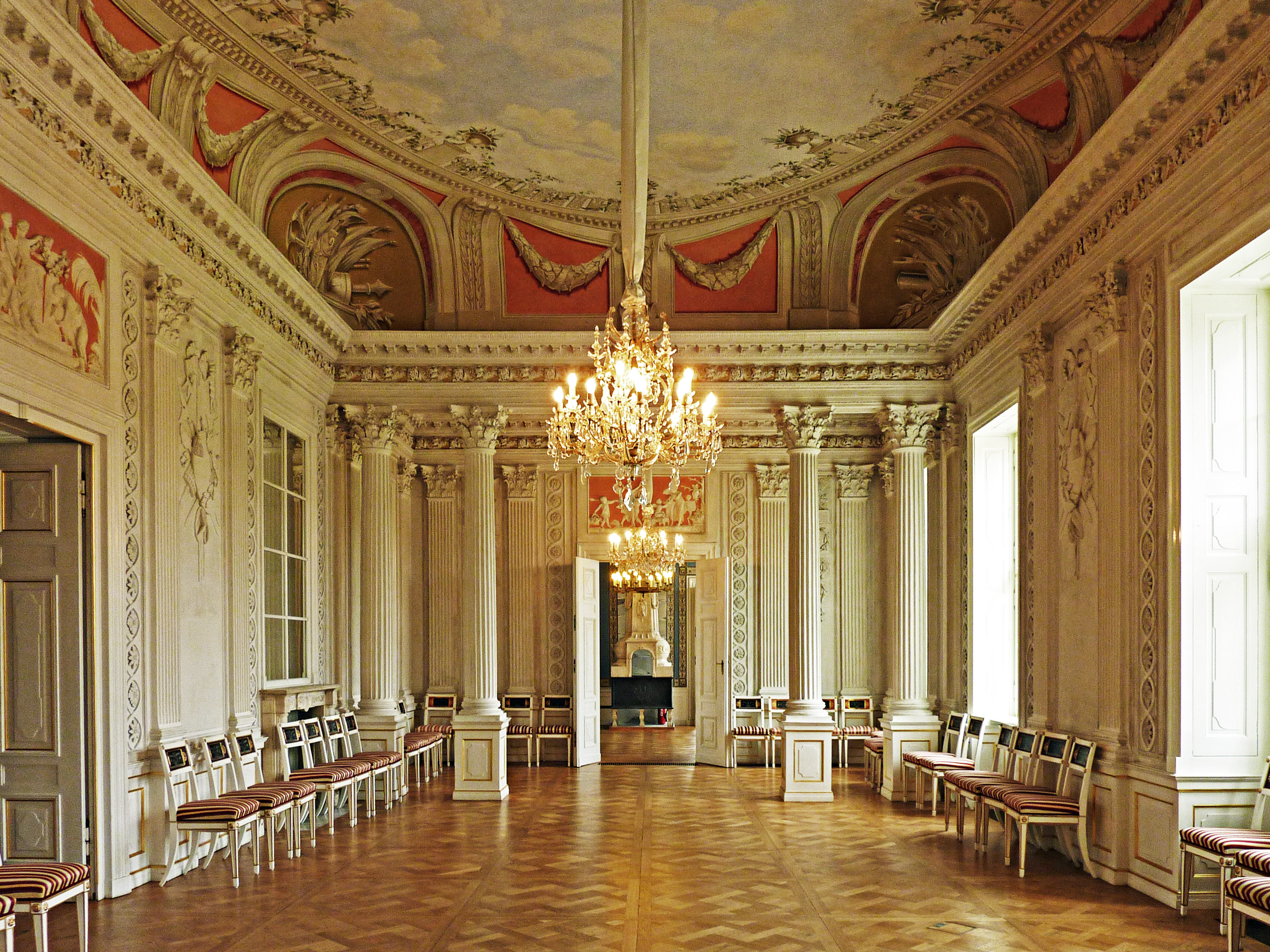
Парадний зал палацу

Місцевість, де нині стоїть палац Фрідріхсфельде, була вперше згадана 2 квітня 1265 року як Розенфельд (нім. Rosenfelde) і довгі роки була селом на східній околиці Берліна. Новий поворот в її долі позначив 1685 рік, коли виходець з Голландії, морський міністр Бранденбурга (а за сумісництвом пірат і організатор работоргівлі) Беньямін Рауле — новий власник цих земель, за три роки до того подарованих йому курфюрстом Бранденбурга Фрідріхом Вільгельмом I — доручив архітектору Йогану Арнольду Нерінгу побудувати тут перший палац. Невелика двоповерхова будівля в голландському стилі, розташована в центрі закладеного в ті ж роки парку, спочатку служила для розваг знаті і не призначалась для постійного проживання.
Після того, як Рауле потрапив у немилість і опинився в ув'язненні в цитаделі Шпандау, Розенфельд разом з палацом перейшов у власність курфюрста Фрідріха III і 25 січня 1699 року був перейменований на його честь на Фрідріхсфельде. Його син  прусський король Фрідріх Вільгельм I, незабаром після свого сходження на престол подарував палац з прилеглими до нього землями своєму дядькові — прусському принцу і воєначальнику Альбрехту Фрідріху Бранденбург-Шведському, за дорученням якого в 1719 році архітектор Мартін Генріх Беме (нім. Martin Heinrich Böhme перебудував і збільшив палац, додавши до п'яти вже існуючих колон ще шість, а також прикрасивши дах будівлі вісьмома скульптурами відомого німецького майстра бароко Бальтазара Пермозера, що дозволило принцу жити з тих пір в палаці, який став його резиденцією аж до його смерті в 1731 році. Після цього маєток перейшов до його сина Карла, який приділяв особливу увагу внутрішньому оздобленню палацу, прикрасивши його численними картинами, рельєфами і фризами. Після Семирічної війни російські війська, що квартирувались там, при своєму відході повністю розграбували палац і зробили практично непридатним для проживання. При його наступному власнику — молодшому браті Фрідріха Великого, принці Августі Фердінанді — Фрідріхсфельде досяг свого найбільшого розквіту, ставши однією з королівських резиденцій прусського двору. У палаці народилися і кілька його дітей, серед яких майбутні воєначальники і учасники наполеонівських воєн Луї Фердинанд і Август.
В 1785 році маєток купив і жив там наїздами курляндський герцог Петро Бірон з дружиною Доротеєю, при якому частина внутрішніх приміщень палацу була перебудована в стилі класицизму. Наступною відомою власницею Фрідріхсфельде стала принцеса Катерина Голштейн-Бекська, що жила в ньому з 1800 по 1811 рік. Вона розпорядилась перебудувати фасади. Серед гостей, яких вона приймала в палаці, були прусський король Фрідріх Вільгельм III, королева Пруссії Луїза, російський імператор Олександр I. Наступні візити були менш бажаними: в жовтні 1806 року Фрідріхсфельде ненадовго був штаб-квартирою французьких військ на чолі з маршалом Даву, там же влаштував парад своїх військ Наполеон. Після смерті принцеси маєток успадкували її діти Іван Барятинський і Ганна .
В 1816 році палац і прилеглі до нього землі перейшли і майже 130 років залишалися у власності роду фон Тресків, які не тільки організували тут сучасне на ті часи сільськогосподарське виробництво, а й чимало зробили для збереження і поліпшення інтер'єру будівлі. Останній власник з їх числа — Сигізмунд фон Тресков — у травні 1945 року з однією валізою в руках був виставлений представниками Червоної армії з конфіскованого нею палацу, який перейшов у відання Комітету у справах мистецтв і — оскільки під час авіанальотів і боїв за місто практично не постраждав — використовувався для тимчасового складування та підготовки до відправлення до СРСР як репарацій творів мистецтва з берлінських музеїв. Разом з ними в Москву була переправлена і практично вся внутрішня обстановка палацу: більше тисячі книг з бібліотеки, 27 полотен різних майстрів живопису (в тому числі чотири картини Карла Шинкеля), гравюри, меблі, посуд, срібло. У наступні місяці і роки палац був місцем притулку для німецьких біженців, літнім табором, будинком відпочинку будівельників, а потім будівлею управління східноберлінского зоопарку, відкритого в 1955 році на місці колишнього маєтку Фрідріхсфельде. Палац, в якому прямо на паркетних підлогах стояли клітки з тиграми, левами і мавпами, які чекали переселення в нові приміщення, все більше приходив в запустіння, а через небезпеку обвалу навіть довелося зняти його дах.
Все це призвело до того, що в середині 1960-х років влада міста постановили повністю знести будову, чому однак чинив опір директор зоопарку Генріх Дате, який домігся скасування цього рішення. Роботи з відновлення палацу через брак коштів тривали аж до 1981 року, коли він знову — тепер уже як музей — зміг відкрити свої двері. Кілька років палац знаходився в управлінні фонду міських музеїв Берліна (нім. Stiftung Stadtmuseum Berlin), а з 2009 року був знову переданий зоопарку Фрідріхсфельде, причому опіку над ним, включно із утриманням та інші організаційні питання, прийняло на себе товариство сприяння берлінським зоопаркам (нім. Förderverein von Tierpark Berlin und Zoo Berlin e.V.).

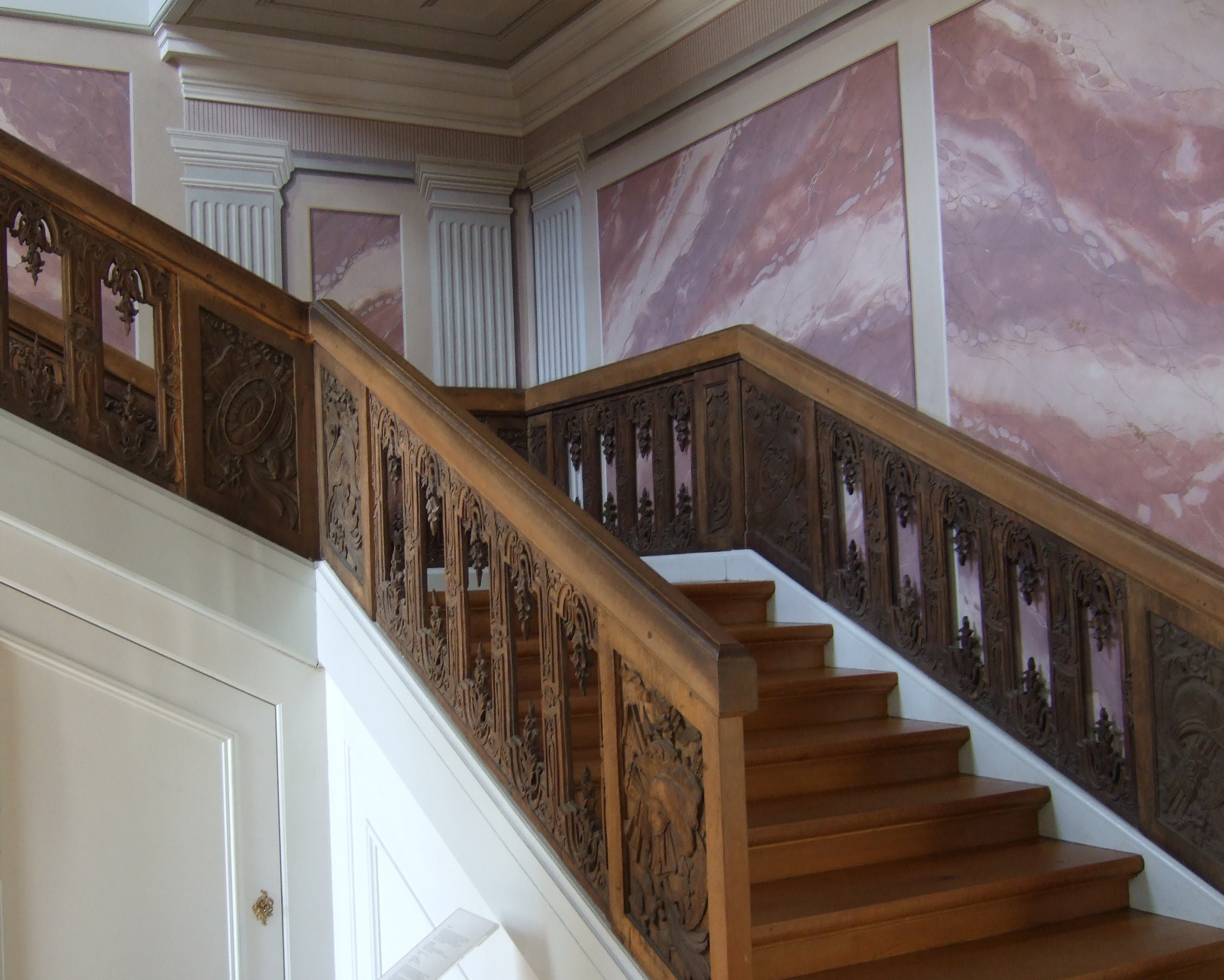
Сходи

## Архітектура та інтер'єр палацу

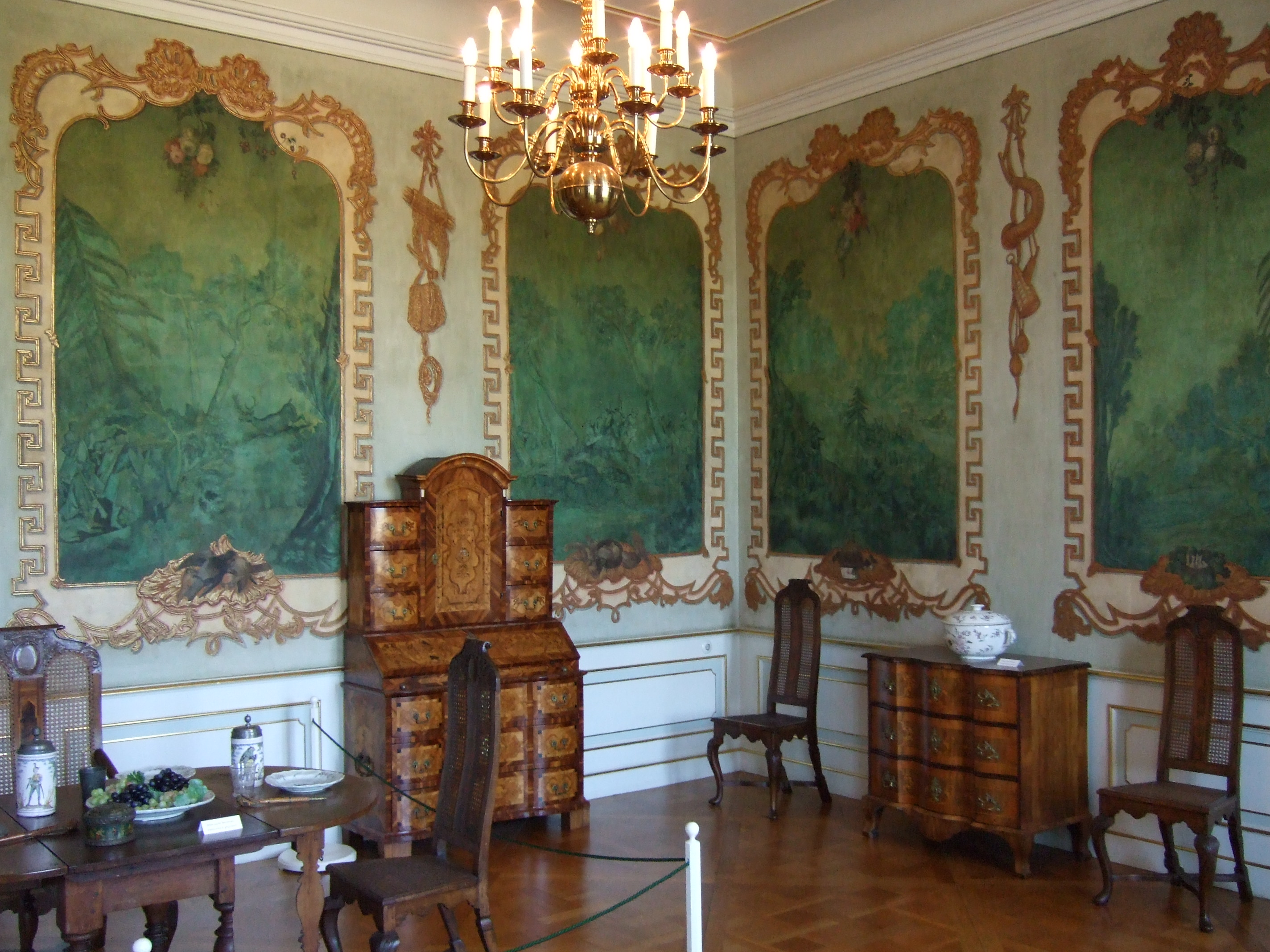
Мисливська кімната

Палац є двоповерховою прямокутною, розміром приблизно 40 на 14 метрів, будівлею, виконану у стилі раннього класицизму. Будівля має по одному входу з північної та південної сторін і включає в себе наступні основні приміщення:
- фойє
- музична кімната (нім. Musikzimmer)
- садовий зал (нім. Gartensaal)
- чоловіча (або мисливська) кімната (нім. Herrenzimmer, Jagdzimmer)
- дамський салон (нім. Damensalon)
- кутовий кабінет (нім. Eckkabinett)
- блакитна кімната (нім. Blaues Zimmer)
- парадний зал (нім. Festsaal)
- зелена кімната (нім. Grünes Zimmer)

Особливу увагу привертають різьблені дубові сходи, які збереглися з першої половини XVIII століття. При відновленні практично втраченого покриття стін було вирішено орієнтуватися на обстановку часів принцеси Катерини, для чого використовувалися оригінальні шпалери і оббивки з інших німецьких палаців.
З оригінального оздоблення палацу після конфіскації і розграбування 1945 року дивом збереглися лише два предмети: шафа і свічник кінця XIX століття, чомусь викинутий тоді з вікна. Нинішній інтер'єр складають музичні інструменти, предмети меблів і мистецтва з різних епох, починаючи з XVII століття і закінчуючи роботами сучасних майстрів.

## Парк Фрідріхсфельде

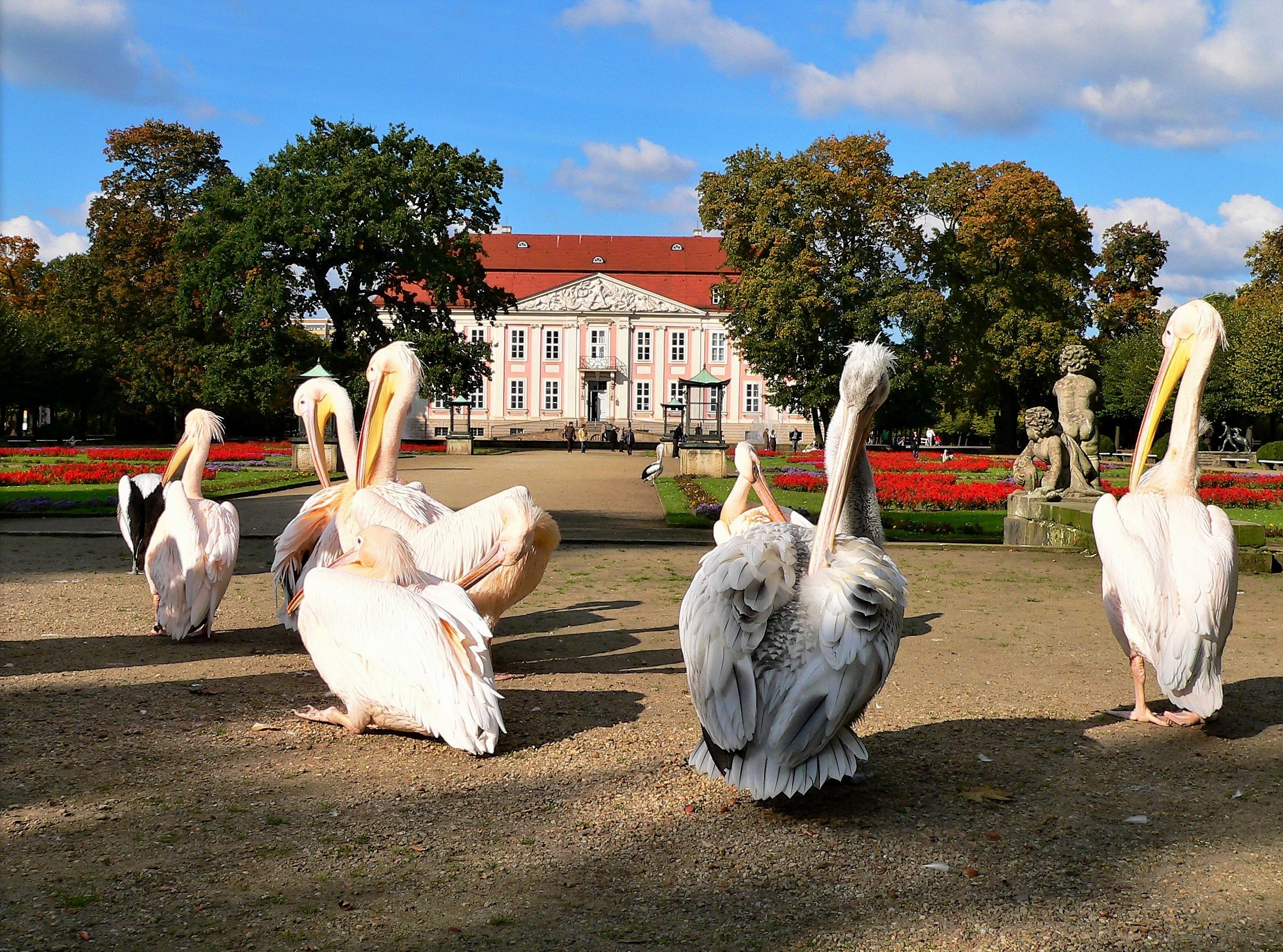
Пелікани в парку Фрідріхсфельде

Закладка парку Фрідріхсфельде була виконана за планами архітектора Нерінга у 1686 році в стилі голландського саду з каналами, численними мармуровими лавами, садовими і тропічними деревами, трояндами і екзотичними квітами. На території парку знаходилися оранжерея, різні павільйони та інші споруди. Після цього його кілька разів перебудовували і він став найбільшим парком на схід від Берліна при принці Августі Фердінанді. В 1821 році перший власник Фрідріхсфельде з роду фон Тресків доручив відомому садовому художнику Петеру Ленне перетворення палацового парку в ландшафтний зі збереженням елементів стилю бароко.

## Сучасне використання
На кінець 2010-х палац Фрідріхсфельде щодня відкритий для вільного доступу всім відвідувачам однойменного зоопарку. У ньому регулярно організовуються вечори класичної музики, екскурсії до його приміщень і виставки, присвячені історії цього місця, проводяться офіційні та святкові одруження, а особливою популярністю користуються щорічні костюмовані свята, що збирають понад 20 тисяч глядачів.